# ديشار ديشارياني
ديشار ديشارياني (الاسم العلمي: Pteris pteridioides) هو نوع نباتي يتبع جنس الديشار من فصيلة الديشارية.